# Franków (wzgórze)
Franków (lokalnie też Patryja, 534 m n.p.m.) – wzgórze na północnym skraju Beskidu Niskiego, najwyższy szczyt w grupie wzgórz zwanej Górami Iwelskimi.

## Opis
Wyniosłe, rozłożyste wzgórze, w partiach szczytowych zupełnie bezleśne, daje wgląd na znajdującą się w odległości niespełna 3,5 km na wschód od niego dość szeroką dolinę Jasiołki, którą biegnie ważna droga z Krosna przez Duklę w kierunku Przełęczy Dukielskiej oraz na szerokie obniżenie, oddzielające Góry Iwelskie od właściwego zrębu Beskidu Niskiego (masyw Chyrowej), którym z kolei dochodzi do Dukli z zachodu droga z Nowego Żmigrodu.

## Historia
Specyficzne położenie Frankowa spowodowało, że we wrześniu 1944 roku w początkowej fazie tzw. operacji dukielsko–preszowskiej stało się ono jednym z najważniejszych punktów w drugiej linii obrony wojsk hitlerowskich przed ofensywą radzieckiej 38 Armii generała Kiriłła Moskalenki. Obsadzone przez Niemców wzgórze zapewniało im możliwość dalekiej obserwacji we wszystkich kierunkach, a tym samym – poza taktyczną oceną sytuacji – także możliwość kierowania ogniem artyleryjskim w promieniu kilku kilometrów. Utrzymanie wzgórza dawało Niemcom również kontrolę nad drogą Dukla – Nowy Żmigród, będącą wówczas ostatnią drogą rokadową na zapleczu ich linii frontu w tym rejonie. Niemcy bronili Frankowa siłami dwóch pułków 101 Dywizji Piechoty, wzmocnionych wydzielonymi oddziałami 78 Dywizji Piechoty i 1 Dywizji Pancernej.
Zadanie zdobycia wzgórza przypadło walczącemu w ramach 38 Armii I Czechosłowackiemu Korpusowi Armijnemu, nacierającemu od północy wzdłuż doliny Jasiołki i od 10 września dowodzonemu przez gen. Ludvíka Svobodę. Tegoż dnia oddziały radzieckie (101 Korpus Piechoty, 25 Korpus Pancerny i 1 Korpus Kawalerii Gwardii) zajęły Sulistrową i Draganową u północno–zachodnich podnóży Gór Iwelskich. 11 września oddziały te posunęły się kilka kilometrów dalej na północ, zajmując dwukilometrowy odcinek szosy Dukla – Nowy Żmigród między Łysą Górą a Głojscami. W tym samym dniu Czechosłowacy nacierając od strony Wietrzna po raz pierwszy wdarli się na Frankową. W następnych dniach hitlerowcy trzykrotnie odbijali wzgórze, a Czechosłowacy trzykrotnie je odzyskiwali, by w końcu – wsparci oddziałami z radzieckich 183 Dywizji Piechoty, 111 Brygady Pancernej i 11 Brygady Artylerii Przeciwpancernej – w dniu 14 września objąć je na trwale. O zaciętości walk świadczy fakt, że na tak niewielkim odcinku frontu straty po obu stronach sięgnęły po kilkuset zabitych i po 2–3 razy tylu rannych. W dniu najcięższych walk, 12 września, Korpus Czechosłowacki stracił tu 164 zabitych, 417 rannych i 16 zaginionych. Z walczącej tu kompanii czechosłowackich fizylierów nadporucznika Bileja pozostało jedynie 7 ludzi. Położone nieco na zachód od szczytu osiedle Helenówka zostało zrównane z ziemią.
Następnego dnia, tj. 15 września, korpus czechosłowacki otrzymał rozkaz, by we współdziałaniu z radziecką 14 Dywizją Pancerną Gwardii wyprzeć Niemców z niewysokich wzgórz nad Nadolem i Duklą, a następnie zdobyć samo miasto. Stało się to możliwe dopiero po kolejnych pięciu dniach zaciętych walk, 20 września.
Dziś na szczycie wzgórza wznosi się wysoki maszt telekomunikacyjny, a obok niego – skromny pomnik, upamiętniający walki. Polegli w czasie walk żołnierze radzieccy i czechosłowaccy spoczywają na cmentarzu wojennym w Dukli.
Wzgórze jest doskonałym punktem widokowym w kierunku południowym na Beskid Dukielski, a w kierunku północnym na Kotlinę Jasielsko-Krośnieńską.